# Штрагут
Штрагут (нем. Straguth) — община в Германии, в земле Саксония-Анхальт.
Входит в состав района Анхальт-Цербст. Подчиняется управлению Эльбе-Эле-Нуте. Население составляет 269 человек (на 31 декабря 2006 года). Занимает площадь 21,38 км².